# Ramon Noè i Hierro
Ramon Noè i Hierro (Barcelona, 5 d'agost de 1923 - Sabadell, 7 d'agost de 2007) fou un dibuixant i pintor català.

## Biografia
Ramon Noè va néixer a Barcelona en una família de més de quatre generacions de terrissaires. El 1926, a l'edat de tres anys, es va traslladar a Tortosa on, amb 8 anys, va començar a aprendre a dibuixar amb el tortosí Agustí Bages. El 1940 va anar a viure a Barcelona per estudiar a l'Escola d'Arts i Oficis, on tenia Manel Pallarès de mestre. L'any següent, va ingressar a l'Escola d'Arts i Oficis de Saragossa, ciutat on exposà per primera vegada, amb el tema del bestiari, a la sala dels Gaspar. L'any 1943 va començar a estudiar a la Real Academia de Bellas Artes de San Fernando i a l'Escuela de Cerámica de la Moncloa de Madrid. Un any més tard, s'incorporà al servei militar a Ceuta, on organitzà una exposició en què van participar altres soldats aficionats a l'art plàstic. El 1945 va tornar a Madrid, destinat al Ministeri de la Guerra, concretament a la secció de dibuixants. Va aprofitar l'estada a la capital per estudiar a l'Escuela Nacional de Grabado, amb el mestre Castro-Gil, responsable de la secció de gravats de la Casa de la Moneda.

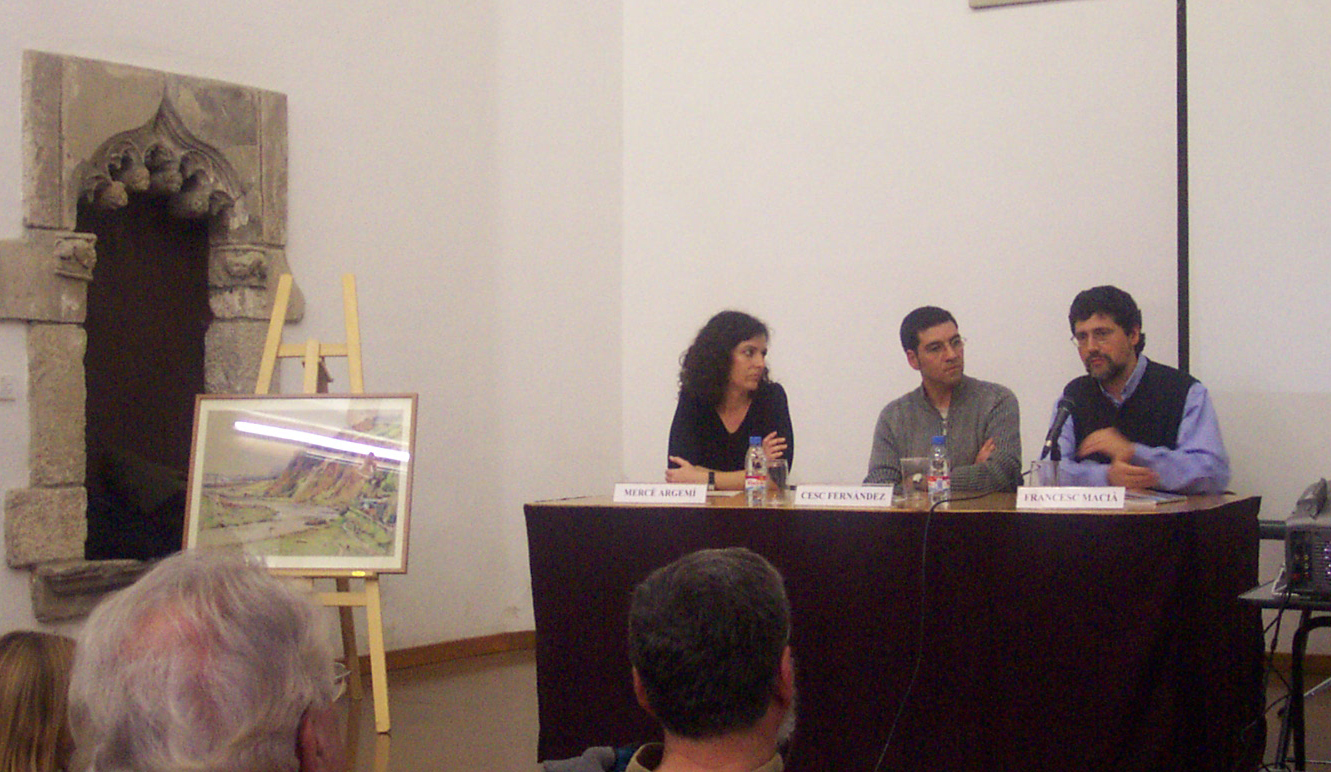
Presentació del llibre Quatre itineraris pel Ripoll a Sabadell, amb un quadre de Ramon Noè presidint l'acte

El 1947, de retorn a Barcelona, es va inscriure a l'Escola Massana, on va aprendre la tècnica de l'esmalt al foc amb Miquel Soldevila i Valls –esmaltador i director de la Massana– i la tècnica del retaule. Aquell mateix any el van nomenar dibuixant del Poble Espanyol de Montjuïc i va començar a treballar amb el director d'aquest museu, l'etnògraf Ramon Violant i Simorra. L'any 1948 el van nomenar professor de dibuix de l'Escola Massana –substituint el pintor Ismael Balanyà– i el 1958, professor de l'Aula de Dibuix del Natural a la mateixa escola. El 1948 va començar a treballar amb l'etnògraf Ramon Violant i Simorra, tot il·lustrant peces diverses, col·laboració que va durar nou anys i que va deixar 5.000 dibuixos acabats.
A partir del 1967 va anar a Sabadell, on ja es quedà a viure per sempre. El 1986 va agafar la jubilació anticipada de la Massana, però no va deixar mai de pintar.
Va fer murals i retaules a Lloret de Mar, Figueres, Tossa de Mar, Benicarló, Àvila, Tortosa, entre d'altres.
Es conserva obra de Ramon Noè al Museu de Terrassa, al Museu d'Art Modern de Tarragona i al Museu d'Art de Sabadell.